# ستيوارت ويلسون (لاعب كرة قدم)
ستيوارت ويلسون (بالإنجليزية: Stuart Wilson)‏ (16 سبتمبر 1977 بليستر في المملكة المتحدة - ) هو لاعب كرة قدم بريطاني في مركز الوسط. لعب مع شيفيلد يونايتد وكامبريدج يونايتد وليستر سيتي وغرانتهام تاون ‏ وCoalville Town F.C. ‏ ونونيتون بورو ‏ ونادي كامبريدج ستي وAnstey Nomads F.C. ‏ وبارو تاون وشبشيد دينامو ‏.

## وصلات خارجية
- ستيوارت ويلسون على موقع قاعدة بيانات كرة القدم.إي يو (الإنجليزية)
- ستيوارت ويلسون على موقع Soccerbase.com (لاعب) (الإنجليزية)
- ستيوارت ويلسون على موقع عالم كرة القدم.نت (الإنجليزية)